# Rock & Folk
 (octobre 2022).
Rock & Folk est un magazine musical français mensuel fondé en 1966 par Robert Baudelet (directeur), Jean Tronchot, Philippe Adler, Jean-Pierre Leloir et Philippe Koechlin, spécialisé dans le rock au sens large. La diffusion grimpe de 20 % en 1980 pour atteindre 120 000 exemplaires et reste les trois années suivantes au-dessus de 110 000 exemplaires avant de décliner très lentement.

## Histoire
Le magazine paraît d'abord en juillet 1966 comme un numéro hors-série de Jazz Hot, avec Bob Dylan en couverture. Le no 1, avec Michel Polnareff en couverture, est publié en novembre 1966, inaugurant une série ininterrompue depuis soixante ans.
Le mensuel connaît d'emblée un grand succès auprès du public français, en contribuant à populariser la musique rock anglo-saxonne mais aussi le rock français, sans oublier la chanson française de qualité. Résolument informatif au départ, il développe peu à peu une vision intellectualisée du rock. Il subit de ce fait, à partir de 1968, la concurrence d'un autre mensuel rock, Best, plus populaire.
Rock & Folk fête son no 200 en septembre 1983 par un Spécial Hard rock, avec Scorpions en couverture. À cette époque, ses ventes mensuelles sont de 150 000 exemplaires.
La revue est rachetée en 1990 par les Éditions Larivière, basées à Clichy (Hauts-de-Seine)[réf. nécessaire].
Son no 291, paru en novembre 1991, fête les vingt-cinq ans du magazine, alors que les ventes sont tombées autour de 40 000 exemplaires. Son no 400 a paru en décembre 2000.
Le magazine fête ses quarante ans d'existence avec son no 471 daté novembre 2006 avec The Who en couverture. Son no 500 est publié en avril 2009 avec Pete Doherty en une.
Le premier rédacteur en chef de  Rock & Folk  fut Philippe Koechlin, cofondateur de la revue. En devenant ensuite directeur de la rédaction, il laisse le poste en 1978 à Philippe Paringaux, auquel succédera Jacques Colin. Lors du rachat du mensuel par les Éditions Larivière, en 1990 c'est Éric Breton qui dirige la rédaction puis Philippe Manœuvre qui en est le rédacteur en chef pendant vingt-quatre ans, de 1993 à 2017. Vincent Tannières prend le relais à partir du no 596, daté d'avril 2017, avec Jim Morrison en couverture.
Au cours de l'année 1984, Daniel Balavoine, qui s'était engagé dans la campagne présidentielle de 1981 en faveur de la gauche, estime que Rock & Folk et plus généralement la presse rock et pop, notamment les titres Best et encore Rock News, est trop frileuse quand il s'agit de parler de lui, mais aussi de son ami Michel Berger ou encore de Jean-Jacques Goldman. Le deuxième disque de Tai Phong, le premier groupe de Jean-Jacques Goldman avait pourtant séduit Rock & Folk . Ce dernier fait à ce sujet partie des représentants de la chanson française qui sont proches d'une tendance « rock & folk », avec Charlélie Couture, Alain Baschung, Stefan Eicher, ou encore Jacques Higelin, bien plus que d'une tradition française matinée d'influence anglosaxonne, a estimé bien plus tard André Wyss en 1999,

## Diffusion
La diffusion totale de Rock & Folk s'établit ainsi :
| Année | Diffusion | Année | Diffusion |
| ----- | --------- | ----- | --------- |
| 1979  | 99 892    | 1991  | -         |
| 1980  | 120 872   | 1992  | -         |
| 1981  | 130 751   | 1993  | 35 378    |
| 1982  | 115 192   | 1994  | 37 669    |
| 1983  | 118 023   | 1995  | 35 229    |
| 1984  | 96 263    | 1996  | 34 701    |
| 1985  | 78 421    | 1997  | -         |
| 1986  | 74 026    | 1998  | 32 767    |
| 1987  | 63 508    | 1999  | -         |
| 1988  | 48 570    | 2000  | 35 000    |
| 1989  | -         | 2001  | 37 799    |
| 1990  | 43 244    | 2002  | 37 727    |

| 2003 | 41 382 | 2015 | 31 113 |  |  |
| 2004 | 40 002 | 2016 | 30 915 |  |  |
| 2005 | 38 033 | 2017 | 30 386 |  |  |
| 2006 | 39 756 | 2018 | 27 889 |  |  |
| 2007 | 39 831 | 2019 | 22 881 |  |  |
| 2008 | 42 429 |      |        |  |  |
| 2009 | 39 203 |      |        |  |  |
| 2010 | 37 870 |      |        |  |  |
| 2011 | 37 682 |      |        |  |  |
| 2012 | 36 399 |      |        |  |  |
| 2013 | 35 085 |      |        |  |  |
| 2014 | 34 180 |      |        |  |  |

Source : ACPM

## Collaborateursactuels[Quand?]
Rédacteurs
Joseph Achoury Klejman, Damien Almira, Yasmine Aoudi, Christophe Basterra, Michel Bulteau, Bertrand Bouard, Patrick Boudet, Alexandre Breton, Bertrand Burgalat, Busty, Olivier Cachin, Christian Casoni, Jean-Vic Chapus, Isabelle Chelley, Hugues Cornière, Mathieu Cuq, Éric Decaux, Eric Delsart, Patrick Eudeline, Basile Farkas, Thomas E. Florin, Vianney G., Géant Vert, Thierry Guitard, Vincent Hanon, Morgan Le Bervet, Agnès Léglise, Briag Maruani, Pierre Mikaïloff, Alain Orlandini, Jérôme Reijasse, Benoît Sabatier, Patrick Scarzello, Jérôme Soligny, Georgina Tacou, Alyz Tale, Pacôme Thiellement, Philippe Thieyre, Jean-William Thoury, Nicolas Ungemuth, Jean-Emmanuel Deluxe, Thomas Vandenberghe, Coralie Trinh Thi, Jonathan Witt.
Photographes
Carole Epinette, Marion Ruszniewski, Mathieu Zazzo, Richard Bellia.

## Anciens collaborateurs
Rédacteurs
Nikola Acin, Philippe Adler, Yves Adrien, Marjorie Alessandrini, Paul Alessandrini, Thierry Ardisson, Michka Assayas, Jean-Marc Bailleux, Gérard Bar-David, Jacques Barsamian, Scott Beaumont, Pierre Benain, Jacky Berroyer, Patrice Blanc-Francard, Klaus Blasquiz, Bruno Blum, Gil Boiteux, Ray M. Bonici, Michel Bourre, Cedric Bru, Jean-Sylvain Cabot, Olivier Cachin, Antoine de Caunes, Jacques Chabiron, Laurent Chalumeau, Pierre Chatenier, Dali De Clair, Jean-Noël Coghe, Philippe Constantin, Patrick Coutin, Jean-Luc Crucifix, Stan Cuesta, Marcel Dadi, Eric Dahan, Patrick Darnay, Cyril Deluermoz, Raoul Dengdett, Mathilde Di Bianca, Alain Dister, Bruno Ducourant, François Ducray, Serge Dumonteil, Jonathan Farren, Benoît Feller, Philippe Garnier, François Gorin, Patrick Graczyk, José Guerreiro, Patrice Guino, François Jouffa, Nick Kent, Frédéric Klepper, Jean-Louis Lamaison, Pierre Lattès, Hélène Lee, Kurt Mohr, Régis de Logivière, Philippe Manœuvre, Hervé Muller, Vincent Palmer, Philippe Paringaux, Jean-Éric Perrin, James Petit, Stéphane Piétri, François Postif, Claude Pupin, Cédric Rassat, Philippe Rault, Hippolyte Romain, Lionel Rotcage, Jean Tronchot, Jean-François Vaissière, Jean-François Vallée, Jacques Vassal, Daniel Vermeille, Xavier Chatagnon.Moulinot.
Photographes
Jean-Pierre Leloir, Claude Gassian, Pierre Terrasson, Gaëlle Ghesquière, Bruno Ducourant,Patrice Guino, Jean-Louis Rancurel, Dominique Tarlé, Bertrand Alary et Saddri Derradji.
Illustrateurs
Jean-Pierre Vielfaure.